# Dekanat inowrocławski I
Dekanat inowrocławski I – jeden z 28 dekanatów w archidiecezji gnieźnieńskiej i jeden z dwóch dekanatów mających swoją siedzibę w Inowrocławiu.

## Parafie
- Parafia św. Jadwigi Królowej w Inowrocławiu
- Parafia Chrystusa Miłosiernego w Inowrocławiu
- Parafia św. Mikołaja w Inowrocławiu
- Parafia Świętego Ducha w Inowrocławiu
- Parafia Opatrzności Bożej w Inowrocławiu
- Parafia św. Antoniego Padewskiego w Szymborzu
- Parafia św. Małgorzaty w Kościelcu Kujawskim
- Parafia św. Mikołaja w Ludzisku
- Parafia Nawiedzenia Najświętszej Maryi Panny w Markowicach